# Rudnea-Șpîlivska, Ivankiv
Rudnea-Șpîlivska (în ucraineană Рудня-Шпилівська) este un sat în comuna Fenevîci din raionul Ivankiv, regiunea Kiev, Ucraina.

## Demografie
Componența lingvistică a localității Rudnea-Șpîlivska
     Ucraineană (99,07%)
     Alte limbi (0,93%)
Conform recensământului din 2001, majoritatea populației localității Rudnea-Șpîlivska era vorbitoare de ucraineană (99,07%), existând în minoritate și vorbitori de alte limbi.